# Ardisia javanica
Ardisia javanica är en viveväxtart som beskrevs av A. Dc. Ardisia javanica ingår i släktet Ardisia och familjen viveväxter. Utöver nominatformen finns också underarten A. j. multiflora.